# Carlia decora
Carlia decora là một loài thằn lằn trong họ Scincidae. Loài này được Hoskin & Couper mô tả khoa học đầu tiên năm 2012.